# オマル・マーモウシュ
- オマル・マーモウシュ
- オマル・マルムシュ
- オマル・マルムーシュ

オマル・マーモウシュ（عمر مرموش、Omar Marmoush、1999年2月7日 - ）は、エジプト・カイロ県カイロ出身のサッカー選手。プレミアリーグ・マンチェスター・シティFC所属。エジプト代表。ポジションはFW。

## クラブ経歴
エジプト・プレミアリーグのワーディー・デグラSCのユースで早くから頭角を表し、14歳の時にはスウェーデン2部チームからオファーがあり短期間ながら加入・プレーする機会を得た。
2016年（17歳）でワーディー・デグラSCの一員としてプロデビューを飾った。プロ1年目の2016-17シーズンは16試合2ゴールを記録。2017年夏にVfLヴォルフスブルクと2020年までの契約を締結。チームⅡに配属され、2019-20シーズン終盤トップチームに昇格。2020年5月26日のバイエル・レバークーゼン戦でトップチームデビュー。同シーズンは5試合に出場。6月24日に3年間の契約延長に合意した。加入1年目の2020-21シーズンは、シーズン途中からローン移籍でFCザンクトパウリでプレー。
2021年8月30日、VfBシュトゥットガルトへの1年間のローン移籍が発表された。
2023年5月15日、アイントラハト・フランクフルトへの移籍が発表された。
2025年1月23日、マンチェスター・シティFCと4年半の契約を結んだ。

## 代表歴
2017年にザンビアで開催されたアフリカ U-20ネイションズカップに、U-20エジプト代表として出場。2021年10月にフル代表初招集。同月12日の2022 FIFAワールドカップ・アフリカ予選のリビア戦で代表デビューを果たし、ゴールも決めた。

## 人物
父親はかつてカナダに居住していたことからカナダ国籍保有者で、息子のオマル自身もカナダ国籍を持つが、サッカーカナダ代表に加入することは選択せずエジプト代表メンバーとなるに至った。
上流階級の出身で、富裕層の子女が集まることでも知られるアメリカン・インターナショナル・スクール在学時に将来大物選手になることを予見した学校のサッカーコーチに勧められナーディー・デグラに加入することとなった。
両親は当初息子の才能について半信半疑で、父親は息子が学業を優先し早々にスポーツ選手としてのキャリアに終止符を打つことを期待しており、ユース時代には学校の用事とかぶるため練習を休ませることを希望しワーディー・デグラSCを驚かせたこともあった。チーム側は類稀なオマルの才能を潰さないよう専属コーチを用意、別スケジュールで練習を続けられるように調整することで危機を乗り切ったという。
父親は息子のプロ入りを拒否しふるわない学業成績を向上させるためにサッカーを辞めるべきだと考えていたというが、自分の望みは苦手だった勉強ではなく興味のあったサッカーを続けることだったため父が提示した道を選ばなかったと本人が明かしている。
彼は息子がサッカー選手としての道を本格的に歩み始めると一転して最大の理解者・支援者となった。オマルはスウェーデン2部リーグからオファーを受け14歳という若さでスウェーデンに単身渡航したが、現地に到着してすぐに寂しさや不安に襲われ「今すぐ帰りたい」と泣きながら祖国に電話。父から励まされたことでサッカー人生最初の危機を救われ、いざ練習に参加してみるとエジプトとは全く異なるスタイルに大いに刺激を受け前向きな気持ちになったという。またドイツのVfLヴォルフスブルクに加入した当初も、なかなかドイツ生活になじめずレギュラー出場もできず悩んでいたところを父に励まされ、サッカーを続ける後押しになってくれたとオマル本人は語っている。
理想とするサッカー選手は海外選手ではロナウド、ロナウジーニョ、エジプト人選手ではモハメド・サラー。